# معاملة المثليين في البحرين
حقوق المثليين في البحرين ذُكر في كتاب (رهاب المثلية الحكومي STATE-SPONSORED HOMOPHOBIA) الذي نشرته الرابطة الدولية للسحاقيات والمثليين ومزدوجى الميل الجنسي والمتحولين جنسيا أن المثلية الجنسية لم تُجرّم في البحرين منذ عام 1976.[بحاجة لمصدر أفضل] ولكن للمحاكم سلطة إصدار الغرامات و/أو إصدار عقوبة السجن لأية أنشطة تنتهك هذه القوانين مثل ممارسة النشاط الجنسي المثلي دون السن القانونية، حيث يسمح القانون فقط للبالغين الذين لا تقل أعمارهم عن 21 سنة بالانخراط في أنشطة جنسية مثلية. منذ عام 2014، أصبحت البحرين تسمح بإجراء جراحة إعادة تحديد الجنس.

## قانونية النشاط الجنسي المثلي
مُنحت البحرين أول تجريم جنائي لها على المثلية الجنسية، كما حددته المملكة المتحدة، والتي فرضت قانونًا مشابهًا في كل مستعمراتها.
سُنّ قانون عقوبات جديد في مارس 1976، يلغي قانون العقوبات في الخليج العربي الذي فرضته المملكة المتحدة. لا يحظر قانون العقوبات الجديد النشاط الجنسي المثلي الخاص وغير التجاري بين البالغين الذين يتوافقون على انفراد. على الرغم من أن «البالغين» لأغراض هذا القانون لا يقل عمرهم عن 21 عامًا. هناك عدة أجزاء أخرى من قانون العقوبات يمكن استخدامها ضد الأشخاص المثليين.
في سبتمبر 2013، تم الإعلان عن موافقة جميع دول الخليج التعاونية على مناقشة اقتراح لإنشاء شكل من أشكال الاختبار، غير معروف حتى الآن، لمنع الأجانب المثليين من دخول أي من هذه الدول. ومع ذلك، فقد بسبب الاهتمام باستضافة كأس العالم لكرة القدم 2022 في قطر، والمخاوف من الجدل في حالة أن مشجعي كرة القدم قد تم فحصهم، جعل المسؤولين يتراجعون عن هذه الخطط ويصرون على أنها كانت مجرد اقتراح.

### قوانين في قانون العقوبات ذات الصلة
تحظر المادة 324 من قانون العقوبات تحريض أي شخص آخر على ارتكاب الفجور أو الدعارة أو ساعده على ذلك بأية
طريقة كانت يُعاقب بالحبس. وقد استخدم هذا القانون على نحو متزايد لقمع الرجال الذين يرتدون ملابس النساء، وكذلك الرجال المثليين ومزدوجي التوجه الجنسي.
تحظر المادة 328 من قانون العقوبات على أي شخص يعمل في مؤسسة تجارية حيث تقع الدعارة أو أي نوع من الفجور أو يتم الترويج لها.
تحظر المادة 329 من قانون العقوبات بأن كل من حرض علنا في مكان عام على ممارسة الفجور أو الدعارة يعاقب بالحبس مدة لا
تتجاوز سنتين.
تنص المادة 330 من قانون العقوبات على أن أي شخص متهم بارتكاب فعل من أعمال الدعارة أو الفجور يجب أن يتم نقله إلى المستشفى واختباره للأمراض المنقولة جنسياً. إذا كان لديهم مثل هذه الأمراض، ينص القانون على أن يتم نقلهم إلى منشأة طبية لتلقي العلاج.
تحظر المادة 334 من قانون العقوبات ممارسة «جرائم الشرف»، حيث يكون الشخص الذي يُقتل، بسبب جلبه العار للعائلة، مذنباً بالخيانة الزوجية.
تنص المادة 350 من قانون العقوبات يعاقب بالحبس مدة لا تزيد عن ثلاثة أشهر أو بالغرامة التي لا تجاوز عشرين دينارا من تعرض لأنثى على وجه يخدش حياءها بالقول أو بالفعل في طريق عام أو مكان مطروق. ويعاقب بذات العقوبة إذا كان التعرض بطريق التليفون.
تحظر المادة 354 من قانون العقوبات الشتم أو استخدام الكلمات أو اللافتات في الشارع أو أي مكان عام آخر لأغراض المشاركة في السلوك غير الأخلاقي.
تنص المادة 355 من قانون العقوبات على أن يعاقب بالحبس مدة لا تزيد على سنتين وبالغرامة التي لا تجاوز مائتي دينار أو بإحدى هاتين العقوبتين من طبع أو استورد أو صدر أو حاز أو أحرز أو نقل أو عرض بقصد الاستغلال أو التوزيع أو العرض كتابات أو رسومات أو صورا أو أفلاما أو رموزا أو غير ذلك من الأشياء إذا كانت مخلة بالآداب العامة.
بالنسبة للمسلمين البحرينيين، يتم تعريف الزواج ويتم تنظيمه بطريقة أخرى بموجب قانون الأحوال الشخصية الوطني (2017)، الذي لا يعترف بزواج المثليين.

### تصريحات الحكومة
تعد جمعية المنبر الوطني الإسلامي واحدة من أكثر الفصائل السياسية نجاحًا في البرلمان. كمجموعة سياسية إسلامية شرعية، دفعت باتجاه سياسات اجتماعية أكثر محافظة، بما في ذلك حملة على مجتمع المثليين.
رداً على أسئلة من البرلمان حول مثليات الجنس في المدارس، قال وكيل الوزارة المساعد للخدمات التعليمية خالد العلوي إن وزارة التعليم ليست مسؤولة عن معالجة قضايا الحياة الجنسية، وبدلاً من ذلك، يتحمل الآباء مسؤولية رعاية تطور الأطفال العاطفي: «يجب أن يتعامل آباؤهم مع أي مشكلات عاطفية - فالأمر لا يعود للمدرسة لاتخاذ إجراءات بشأن هذه المشكلة. لا ينبغي للجمهور أن يتغلب على هذه المشكلة لأنها غير موجودة». في حديثه عن موقف الحكومة، قال السيد العلوي إنه «بالنسبة للسؤال الذي أثير في الصحافة حول ما يسمى مشكلة مثليات الجنس، كوزارة لا يمكننا التحدث عن ظاهرة منتشرة ولا يمكننا أن نطلق عليهم اسم مثليات. يتم وضع المشكلات التي يواجهها الطلاب في فئة المشكلات التعليمية، وليس الأعمال غير الأخلاقية. إذا كان مظهر الطالب مخالفًا للعادات وقيم المدارس، فإن الشيء الوحيد الذي يمكننا قوله هو أنه يجب تأديب من ينتهكون قواعد المدرسة.»
في عام 2008، دعا أعضاء كتلة المنبر الديمقراطي التقدمي البرلمانية إلى اتخاذ إجراءات صارمة ضد الممارسات الجنسية المثلية. يُطلب من الحكومة إجراء دراسة رسمية لمشكلة الأعمال الجنسية المثلية وكيفية مكافحتها على أفضل وجه. كان الرد الأولي من الحكومة على النحو التالي؛
- يقول وزير الداخلية إن المثليين (المتأنثين) «المشتبه بهم» ممنوعون من دخول البحرين عن طريق فحوصات في المطار.

- يقول وزير الداخلية إن العديد من المثليين الذكور يختارون مهنة في صالونات تصفيف الشعر ومنتجعات التجميل والتدليك، والتي يقول الوزير إنها غالباً ما يتم تفتيشها.[12]

بدأت حملة الحكومة ضد لبس الملابس المعاكسة لجنس الفرد بعدها بعام. في عام 2009 حكم على اثنين من الأجانب الآسيويين بالسجن ستة أشهر مع الأشغال الشاقة والترحيل لعرضهم ممارسة الجنس مع مخبري الشرطة السريين في مقابل الحصول على المال في صالون حلاقة رجالي [14 يناير 2009 - جريدة الوقت البحرينية]
في فبراير 2009 حكم على رجل يبلغ من العمر 39 سنة بالسجن شهر لارتدائه العباءة النسائية ومحفظة للنساء علنا. [13 فبراير 2009 - موقع بينكنيوز].
في عام 2011، داهمت الشرطة حفلة وصفت في الصحافة بأنها حفل زفاف مثلي.
كانت بعض مشاريع القوانين المعلقة ستحظر على المثليين والمثليات وثنائي التوجه الجنسي والمتحولين الأجانب من دخول المملكة أو الحصول على تصاريح الإقامة فضلا عن خطط لتوجيه المعلمين بتحذير الطلبة من لبس ملابس تدل على المثلية الجنسية أو لبس ملابس الجنس الآخر لكي لا يتم معاقبة الطلبة الأطفال.
أعربت بعض الجماعات السياسية الليبرالية واليسارية في البحرين عن معارضتها لإدخال الشريعة في قانون العقوبات البحريني، لكن لم يعرب أي منهم عن تأييده لحقوق المثليين.
أثناء الاحتفالات بالعيد الوطني في 16 ديسمبر 2014 ظهر مقطع فيديو لشاب خليجي في منتصف العقد الثاني يقوم بخلع بنطاله علنا في منطقة الصخير وأطلق عليه «فتاة الصخير» لاعتقاد الناس بأنه هذا الشخص فتاة وقد تم القبض عليه وحوكم وصدر عليه حكم بالسجن ثلاث سنوات.

### الاتهامات الكاذبة
في بعض الأحيان يتم فرض اتهامات كاذبة عن المثلية الجنسية، أو التلميحات المعادية للمثليين، ضد منتقدي الحكومة البحرينية في محاولة لتشويه سمعة المعارضة السياسية أو الطائفية. في مجتمع يُنظر فيه على نطاق واسع إلى المثلية على أنها خطئية أو عادة سيئة، فإن اتهام الناس بالمثليين، حتى في حالة مزاح، يمكن أن يكون وسيلة فعالة لإساءة معاملة الإصلاحيين.
تعرض المدافع عن حقوق الإنسان نبيل رجب لمثل هذه الاتهامات من قبل الناس على وسائل التواصل الاجتماعي. تم إطلاق إهانات مماثلة على الشيخ علي سلمان، حيث أشار بعض مستخدمي تويتر إلى حزبه السياسي الشيعي باسم «الوفاغ».
وبالمثل، تم توزيع الاتهامات الكاذبة حول المتظاهرين المؤيدين للديمقراطية 2011 المجتمعين في ميدان اللؤلؤة. واتُهم المشاركون في الاحتجاجات بالانخراط في جميع أنواع الفجور الجنسي في محاولة لتشويه مطالب المحتجين.

### حرية التعبير
تناقش صحف البحرين موضوع المثلية الجنسية. منذ التسعينات أصبحت الصحف تنشر رأيها في هذه المسألة ولا سيما عند الحديث عن الأحداث التي تحدث خارج البحرين في مجال الترفيه أو الاعتقالات الجنائية أو عند الحديث عن الإيدز. في غضون السنوات القليلة الماضية بدأت الصحافة البحرينية في الحديث عن التوجه الجنسي والهوية الجندرية والإيدز على صفحاتها.
في عام 2001، أثارت جريدة الميثاق جدلا محليا عندما فتحت باب النقاش عن المثلية الجنسية في البحرين.
في 21 ديسمبر 2005 كتب كاتب العمود البريطاني لي هورتون في غلف ديلي نيوز أن حفلات زواج المثليين ليست خطرا على القيم العائلية. أغلب قراء الجريدة الناطقة باللغة الإنجليزية هم من البحرينيين.
واصلت جريدة غلف ديلي نيوز كتابة المقالات التي تمس المثلية الجنسية والهوية الجندرية. على سبيل المثال نشرت عدة مقالات عن المثلية الجنسية بين النساء البحرينيات في المدارس الثانوية للبنات والنساء البحرينيات اللاتي «أصبحن» مثليات بسبب علاقات مؤذية مع الرجال.

## الهوية الجندرية والتعبير عنها
في عام 2006، صحيفة نشرت جريدة غلف ديلي نيوز قصة عن شخص بحريني تم تعيينه عند الولادة كأنثى، وبعد خضوعه لجراحة إعادة تحديد الجنس، ذهب إلى المحكمة في محاولة للحصول على وضعه للاعتراف به كرجل في القانون. فاز المحامي بقضية تاريخية في عام 2005 حيث خضع شخص بحريني للإناث عند الولادة، وعمره 30 عامًا، وتم الاعتراف به كرجل. كانت القضية القانونية تمر عبر النظام القانوني البحريني حتى عام 2008 عندما وافقت المحكمة على طلب السماح للمتحولين جنسياً بتغيير مستنداته القانونية والاعتراف بها في جنسه.
في عام 2014، سمحت البحرين بإجراء عمليات تغيير الجنس. تعمل محامية بحريني يدعى فوزية محمد جناحي لصالح المتحولين جنسياً، وتحاول منحهم الاعتراف بهم قانونياً.

## مجتمع الميم
سكان البحرين هو مزيج متنوع ثقافياً من المواطنين، والعمال الأجانب من العديد من البلدان المختلفة. يؤثر هذا على الطريقة التي يعمل بها مجتمع المثليين في الجزيرة.
يميل العمال الأجانب من المثليين إلى التواصل مع العمال الأجانب الآخرين الذين يتقاسمون نفس اللغة، إن لم يكن الجنسية. بصفتهم غير مواطنين، لا يمكنهم التأثير على سياسة البحرين ويشعرون عمومًا بالحاجة إلى أن يكونوا منفصلين علنًا عن هويتهم الجنسية أو الجندرية، حتى يتمكنوا من مواصلة العمل في الجزيرة.
من بين المواطنين البحرينيين، فإن مدى انفتاحهم حول توجههم الجنسي أو هويتهم الجندرية له علاقة بدرجة كون عائلاتهم تقليدية أو حداثية.
من بين العائلات الأكثر تقليدية، فإن كون الشخص من مجتمع الميم أمر مخجل ويحتاج الأمر إلى «علاجه» من خلال العلاج الطبي أو الزواج المدبر أو العنف الجسدي. قد تكون العائلات الأكثر حداثة أكثر تسامحًا، ولكنها تشعر بالقلق أيضًا من تعرض ابنهم أو ابنتهم للمضايقة أو التمييز.

## الرأي العام
وفقًا لاستطلاع القيم العالمية في عام 2011، يعتقد 42% من البحرينيين أن «المثلية الجنسية ليس لها ما يبرره أبدًا»، والذي كان أقل من المعدل العالمي البالغ 48% من الذين وافقوا على هذا البيان. كان أيضًا أكثر قبولًا من أي دولة عربية أخرى شملها الاستطلاع. وجد الاستطلاع نفسه أن 18% من البحرينيين «لا يرغبون في أن يكون أحد جيرانهم مثليا» والذي كان من بين أدنى النسب في العالم.

## تقارير حقوق الإنسان

### تقرير وزارة الخارجية الأمريكية 2017
في عام 2017، أبلغت وزارة الخارجية الأمريكية ما يلي، فيما يتعلق بحالة حقوق المثليين في البحرين:
أعمال العنف والتمييز والانتهاكات الأخرى القائمة على التوجه الجنسي والهوية الجندرية
«لا يجرّم القانون النشاط الجنسي المثلي بين الأشخاص الذين يبلغون سن 21 عامًا على الأقل، ولكن التمييز على أساس التوجه الجنسي أو الهوية الجندرية قد حدث. في بعض الحالات، وافقت المحاكم على إصدار وثائق قانونية جديدة لأولئك الذين خضعوا لجراحة إعادة تحديد الجنس، وفي 23 نوفمبر، رفضت المحاكم للمواطن الذي خضع لجراحة إعادة تحديد الجنس الحق في تغيير اسمه ووثائق الهوية لتتوافق مع جنسه؛ وكانت القضية لا تزال في انتظار الاستئناف النهائي أمام محكمة النقض حتى نهاية العام.»

## ملخص
| قانونية النشاط الجنسي المثلي                                                                  | (منذ عام 1976)                               |
| المساواة في السن القانوني للنشاط الجنسي                                                       | (21 سنة للشركاء المغايرين والشركاء المثليين) |
| قوانين مكافحة التمييز في التوظيف                                                              | No                                           |
| قوانين مكافحة التمييز في توفير السلع والخدمات                                                 | No                                           |
| قوانين مكافحة التمييز في جميع المجالات الأخرى (تتضمن التمييز غير المباشر، خطاب الكراهية)      | No                                           |
| قوانين مكافحة أشكال التمييز المعنية بالهوية الجندرية                                          | No                                           |
| زواج المثليين                                                                                 | No                                           |
| الاعتراف القانوني بالعلاقات المثلية                                                           | No                                           |
| تبني أحد الشريكين للطفل البيولوجي للشريك الآخر                                                | No                                           |
| التبني المشترك للأزواج المثليين                                                               | No                                           |
| يسمح للمثليين والمثليات ومزدوجي التوجه الجنسي والمتحولين جنسيا بالخدمة علناً في القوات المسلحة | No                                           |
| الحق بتغيير الجنس القانوني                                                                    | (منذ عام 2014)                               |
| علاج التحويل محظور على القاصرين                                                               | No                                           |
| الحصول على أطفال أنابيب للمثليات                                                              | No                                           |
| الأمومة التلقائية للطفل بعد الولادة                                                           | No                                           |
| تأجير الأرحام التجاري للأزواج المثليين من الذكور                                              | (غير قانوني للأزواج المغايرين كذلك)          |